# SN 2006ue
SN 2006ue – supernowa typu Ia odkryta 16 grudnia 2006 roku w galaktyce A112349+2128. W momencie odkrycia miała maksymalną jasność 21,50m.